# Coelometopon langebergense
Coelometopon langebergense är en skalbaggsart som beskrevs av Perkins 2005. Coelometopon langebergense ingår i släktet Coelometopon och familjen vattenbrynsbaggar. Inga underarter finns listade i Catalogue of Life.